# Дистальный прикус
Дистальный прикус — аномалия соотношения зубных дуг, вид патологического прикуса, при котором нарушено смыкание зубов в горизонтальной плоскости. В норме, первый моляр нижней челюсти находится немного впереди верхнего. При дистальном прикусе первый моляр верхней челюсти находится впереди нижнего моляра. Из-за этого нарушается и смыкание передних зубов: между ними появляется горизональный зазор, называющийся overjet или сагиттальная щель. Такой прикус относится к классу II по классификации Энгла.
Для лечения применяются брекеты или элайнеры.

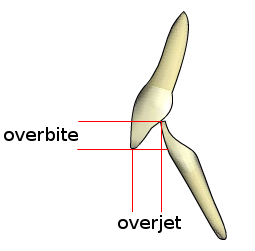
Overjet или сагиттальная щель — горизонтальное расстояние между резцами верхней и нижней челюсти. Измеряется от края верхнего резца до края нижнего резца.